# Попово село (Мъгленско)
Попово село или Папазкьой (на гръцки: Ποποβοσέλο) е историческо село в Гърция, дем Мъглен, област Централна Македония.

## География
Селото е било разположено в западните склонове на планината Паяк (Пайко), северозападно от град Енидже Вардар (Яница) и на 5 km югоизточно от Тодорци.

## История

### В Османската империя
В XIX век Попово село е част от Ениджевардарска каза на Османската империя. На австро-унгарската военна карта е отбелязано като Попово село (Popovoselo), също и на картата на Йоргос Кондоянис – Попово село (Ποποβοσέλο). Според статистиката на Васил Кънчов („Македония. Етнография и статистика“) от 1900 година Попово село брои 55 жители българи християни. По данни на секретаря на екзархията Димитър Мишев („La Macédoine et sa Population Chrétienne“) в 1905 година в Попово село има 32 жители българи патриаршисти гъркомани. В 1910 година Халкиопулос пише, че в селото има 45 мюсюлмани.
Селото се разпада в 1911 година - четири семейства се установяват в Тодорци, две в Бабяни и едно в Свети Илия.

### В Гърция
В 1912 година е окупирано от гръцки части. Регистрирано е като селище с християнска религия и „македонски“ език. След Междусъюзническата война в 1913 година селото попада в Гърция. Землището му е присъединено към това на Тодорци.
| Година    | 1913 | 1920 | 1928 | 1940 | 1951 | 1961 | 1971 | 1981 | 1991 | 2001 | 2011 | 2021 |
| --------- | ---- | ---- | ---- | ---- | ---- | ---- | ---- | ---- | ---- | ---- | ---- | ---- |
| Население | 0    |      |      |      |      |      |      |      |      |      |      |      |